# Dorota Kolak

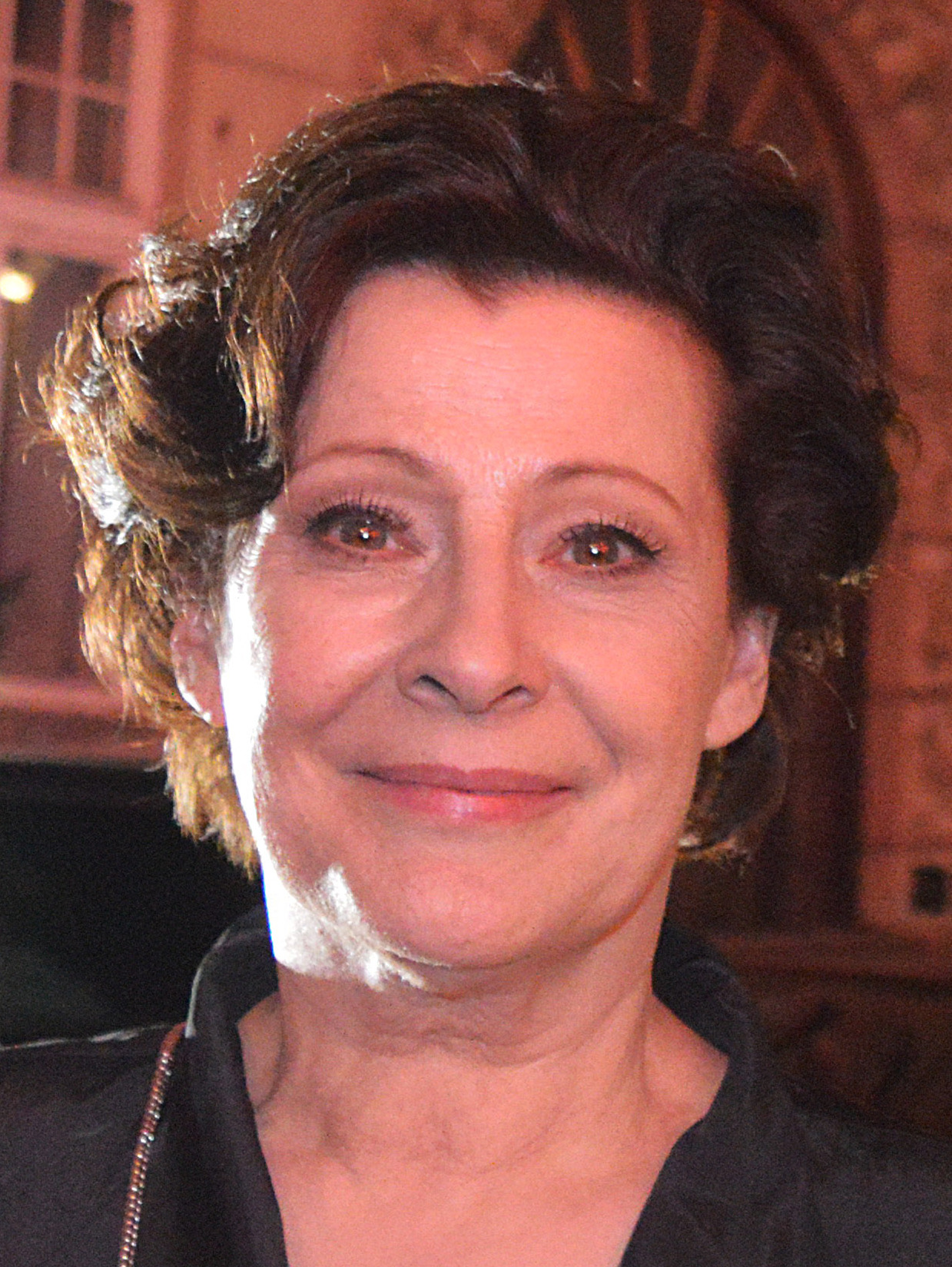
Dorota Kolak im Jahr 2017

Dorota Kolak (* 20. Juni 1957 in Krakau, Polen) ist eine polnische Schauspielerin.

## Leben
Dorota Kolak wurde 1957 in Krakau geboren. Sie besuchte später in ihrer Geburtsstadt die Staatliche Hochschule für Theater und erlangte 1980 ihren Abschluss. Danach wechselte sie ans Ensemble des Wojciech-Bogusławski-Theaters in Kalisz. Hier spielte sie unter anderem in Kafkas Der Prozess oder die Julia in Shakespeares Drama Romeo und Julia. 1982 ging sie ans Wybrzeże-Theater in Danzig, spielte dort die Hauptrolle in Antigone, wofür sie mit dem Theaterpreis Głos Wybrzeża ausgezeichnet wurde. 1988 erhielt sie bereits mit Anfang dreißig den Wyspiański-Preis für ihre schauspielerischen Leistungen. Im Lauf ihrer Karriere erhielt sie viele weitere Auszeichnungen für ihre Theaterrollen.
Sie begann erst in den 1990er Jahren in Film- und Fernsehproduktionen aufzutreten, auch ihre Kinorollen ließen lange auf sich warten. 2009 wurde sie von Mariusz Grzegorzek in dem Film Jestem twój besetzt und für ihre Rolle beim Polnischen Filmfestival Gdynia als Beste Nebendarstellerin ausgezeichnet. Für die Rolle in dem Film In meinem Kopf ein Universum wurde sie beim Internationalen Festival des unabhängigen Films Off Camera als Beste Schauspielerin ausgezeichnet. 2016 wurde sie beim Polnischen Filmfestival Gdynia für ihre Rolle in United States of Love ein zweites Mal als Beste Nebendarstellerin ausgezeichnet. Sie erhielt zwei Nominierungen für den Polnischen Filmpreis als Beste Hauptdarstellerin für die Filme United States of Love (2016) und Zabawa, Zabawa (2018). Ihr Schaffen umfasst mehr als 70 Produktionen für Film und Fernsehen.

## Filmografie
- 1997: Unser fremdes Kind
- 2009: Jestem twój
- 2010: Lęk wysokości
- 2013: In meinem Kopf ein Universum (Chce się żyć)
- 2012: Miłość
- 2016: United States of Love
- 2018: Zabawa, Zabawa
- 2019: Dunkel, fast Nacht (Ciemno, prawie noc )
- 2020: Das Grab im Wald (W głębi lasu )
- 2021: The Getaway King (Najmro. Kocha, kradnie, szanuje)
- 2022: Lieferung vor Weihnachten (Jeszcze przed swietami)
- 2023: Muttertag (Dzień Matki)

## Auszeichnungen
- 2009: Polnisches Filmfestival Gdynia – Beste Nebendarstellerin (in dem Film Jestem twój)
- 2016: Polnisches Filmfestival Gdynia – Beste Nebendarstellerin (in dem Film United States of Love)